# Aspen
 Denne artikel omhandler en by i USA. Opslagsordet har også en anden betydning, se Aspen (sø).
Aspen er en by i den centrale del af delstaten Colorado i USA. Om vinteren er Aspen et populært skisportsted. Mange rige amerikanere kommer fra hele USA for at stå på ski i byen. Byen har ca. 7.004 (2020) indbyggere og er administrativt centrum for Pitkin County.

## Infrastruktur

### Transport
I Aspen findes lufthavnen Aspen-Pitkin County Airport, der er en mindre lufthavn, der mest modtager vandrere og skigæster.

## Trivia
Nær Aspen boede John Denver i en lille by ved navn Starwood, der ligger på en bjergside i Aspen Mountains. Han boede der fra 1970-1997, hvor han styrtede ned med sit fly ud for Pacific Grove ved Monterey Bay.
I byen findes også John Denver Sanctuary som er en mindepark der åbnede i 2000 og blev udvidet den 1. juli 2012 i Rio Grande Park. Mindeparken er en have med tilhørende drivhus samt et vandløb, blomsterhave og nogle store kampesten, hvorpå der er indhugget nogle af John Denvers sange
Byen optrådte i et afsnit af South Park, i et afsnit af Family Guy samt i filmen Dum & dummere.

## Sport
Aspen har været værtsby for Vinter-X Games hvert år siden år 2002. Vinter-X Games 2021 var således 20. gang i træk, at X Games blev afholdt i Aspen.